# Lennart Bengtsson (kommendör)
Lennart Bengtsson, född 8 september 1954 i Skålleruds församling i Älvsborgs län, är en svensk militär.

## Biografi
Bengtsson avlade sjöofficersexamen vid Sjökrigsskolan 1979 och utnämndes samma år till fänrik i flottan. Han gick minutbildning samt befordrades till kapten 1983 och till örlogskapten 1988. Han har också varit stabsofficer vid Västkustens marinkommando och studerade 1996 vid Forsvarsakademiet i Danmark, varefter han var lärare där 1997–1998. År 1998 befordrades han till kommendörkapten, varpå han var chef för 42. minröjningsdivisionen 1999–2000. Under denna tid var han också chef för en minröjningsoperation Baltikum 1999 och 2000. Därefter var han ställföreträdande stabschef i Södra militärdistriktet. År 2003 befordrades han till kommendör, varefter han 2003–2006 var chef för 4. minkrigsflottiljen (den 1 januari 2005 namnändrad till 4. sjöstridsflottiljen). Åren 2007–2010 var han chef för Försvarsmedicincentrum.[källa behövs] Från 2011 var han försvarsattaché vid ambassaden i Singapore, med sidoackreditering i Brunei.
Lennart Bengtsson invaldes 2001 som ledamot av Kungliga Örlogsmannasällskapet.